# Blumenau EC
Blumenau EC is een Braziliaanse voetbalclub uit Blumenau in de staat Santa Catarina.

## Geschiedenis
De club werd opgericht in 1919 als Brasil FC. In 1936 werd de naam Recreativo Brasil EC aangenomen. Nadat in 1944 volgens de wet de naam Brasil niet in de naam van een sportclub mocht staan werd de naam gewijzigd in Palmeiras EC. Op 19 juli 1980 werd dan de huidige naam aangenomen om de club en werd donkerrood opgenomen in de clubkleuren ter ere van Grêmio Esportivo Olímpico, een andere club uit de stad die twee keer het staatskampioenschap gewonnen had en in 1971 ontbonden werd.
In 1998 ging de club failliet. In 2003 keerde de club terug maar kreeg opnieuw met financiële problemen te kampen. In 2017 ging de club terug van start in de derde klasse en werd er meteen kampioen. Tijdens het seizoen 2019 werd de club uit de tweede klasse gezet nadat ze twee keer w/o gaven.

## Voormalige Logo's

Brasil FC - 1919-36
Palmeiras EC - 1944-80
Blumenau EC - Jaren 1980